# Sant'Angelo Romano
Sant'Angelo Romano är en ort och kommun i storstadsregionen Rom, innan 2015 provinsen Rom, i regionen Lazio i Italien. Kommunen hade 4 995 invånare (2018).